# Konai Shasei
Konai Shasei (校内写生) es un manga hentai creado por U-Jin. Se basa en historias cortas ambientadas en su mayoría en un entorno estudiantil, con toques de humor absurdo y grandes dosis de erotismo, voyeurismo e incluso alguna pincelada escatológica. Algunos de los estereotipos clásicos de los mangas de U-Jin, luego popularizados en series como Angel o Visionary, se empezaron a forjar en Konai Shasei. La serie alcanzó los 4 tomos recopilatorios, publicados en Japón por LEED Publishing Co., Ltd en 1989.

## Anime
Las historias más populares fueron adaptadas al anime en formato OVA. En total fueron editados tres OVAs con varias historias cada uno. El conocido mangaka hentai Satoshi Urushihara participó en la segunda entrega, realizando los diseños de personajes. Este OVA fue bautizado Satoshi Urushihara's Konai Shasei 2. Estos OVAs, como gran parte de las obras de U-Jin, fueron editados en España en los 90', dentro de la serie Cuentos Calientes, bautizados como School Life.

## Videojuego
En 1991 fue editado en Japón el videojuego Konai Shasei Vol. 1 para los ordenadores Sharp X68000 y MSX 2, de la mano de Fairytale. Como es habitual, se trata de una aventura conversacional al uso. Posteriormente fueron editados un segundo y tercer volumen.